# Friedrich-Wilhelm-Stollen
Der Friedrich-Wilhelm-Stollen ist ein Besucherbergwerk bei Lichtenberg. Es ist zugleich ein Gemeindeteil der Stadt Lichtenberg im Landkreis Hof (Oberfranken, Bayern). Friedrich-Wilhelm-Stollen liegt in der Gemarkung Lichtenberg. Der Stollen ist vom Bayerischen Landesamt für Umwelt als Geotop 475G002 ausgewiesen.

## Geografie
Der Friedrich-Wilhelm-Stollen befindet sich an der Staatsstraße 2196 von Lichtenberg (1,2 km südwestlich) nach Blechschmidtenhammer (0,4 km nordöstlich). Von der Lichtenberger Stadtgrenze bis zum Stollenmundloch nahe der Selbitz am Ausgang des Höllentals verläuft der Stollen fast neben der Straße.

## Geschichte
Der Stollen wurde 1793 von Alexander von Humboldt projektiert. Humboldt war zu dieser Zeit Oberbergmeister im nahe gelegenen Steben (heute Bad Steben). Bis zur Fertigstellung im Jahre 1831 vergingen 38 Jahre. Der Stollen erreichte eine Länge von 975 m. Namensgeber für den Stollen war der bei Baubeginn regierende preußische König Friedrich Wilhelm II. Die Region gehörte mit dem Fürstentum Bayreuth von 1791 bis 1806 zu Preußen.
Der Stollen war das modernste Bergwerk der Region. Er diente als Wasserlösungsstollen der Entwässerung anderer Bergwerke in der Nähe, vor allem der Lichtenberger Friedensgrube. Gleichzeitig wurden Eisen- und Kupfererz abgebaut. Blei- und Nickelerze, Kalk- und Flussspat sowie Quarz blieben zunächst liegen. Im Jahre 1857 wurde das Bergwerk stillgelegt. Etwa 100 Jahre später wurde der Betrieb wieder aufgenommen. Gut zehn Jahre lang wurde Flussspat abgebaut.
Von 1797 bis 1810 unterstand Friedrich-Wilhelm-Stollen dem Justiz- und Kammeramt Hof. Infolge des Ersten Gemeindeedikts wurde Friedrich-Wilhelm-Stollen dem 1812 gebildeten Steuerdistrikt Lichtenberg und der zugleich gebildeten Munizipalgemeinde Lichtenberg zugewiesen.

### Einwohnerentwicklung
| Jahr      | 1861  | 1871   | 1885   | 1900   | 1925   | 1950   | 1961   | 1970   | 1987  |
| Einwohner | 3     | 6      | 5      | 12     | 5      | 14     | 4      | 6      | 4     |
| Häuser    |       |        | 1      | 1      | 1      | 1      | 1      |        | 1     |
| Quelle    | [ 9 ] | [ 10 ] | [ 11 ] | [ 12 ] | [ 13 ] | [ 14 ] | [ 15 ] | [ 16 ] | [ 1 ] |

## Religion
Friedrich-Wilhelm-Stollen ist evangelisch-lutherisch geprägt und bis heute nach St. Johannes (Lichtenberg) gepfarrt.

## Freizeit

### Gasthaus
Seit der Einstellung des Bergwerksbetriebes 1857 wurde das Zechenhaus als Gasthaus genutzt. Das Stollenmundloch diente der Gaststätte zeitweilig als Felsenkeller. Das Gasthaus ist seit Herbst 2023 geschlossen.

### Besucherbergwerk
Der Zugang zum Stollen liegt westlich des Gasthauses, des früheren Zechenhauses. 200 Meter des ursprünglich etwa einen Kilometer langen Stollens sind für Besucher zugänglich, danach versperrte bis 2019 ein Verbruch den weiteren Verlauf des Stollens. Nachdem der Verbruch durchörtert und der Stollen auf seiner kompletten Länge befahren wurde, wird nun auch der Bereich hinter dem Besucherwegende sukzessive für die Öffentlichkeit zugänglich gemacht.
Das Besucherbergwerk liegt im Zuständigkeitsbereich des Bergamtes Nordbayern mit Sitz in Bayreuth. Zur Erinnerung an die Bergbautradition ist beim Stollen eine Grubenlokomotive mit Hunten als Denkmal aufgestellt. In einer Scheune auf dem ehemaligen Zechenareal sind die Kasse und ein Informationszentrum untergebracht. Dort werden regelmäßig Mineralientage mit Mineralienbörsen durchgeführt.

### Wanderwege
Der Stollen ist eingebunden in den Lehrpfad Geologie und Bergbau Bad Steben – Mordlau – Krötenmühle – Lichtenberg – Blechschmidtenhammer und einen Erlebnispfad durch das Höllental. Neben dem Humboldthaus, dem alten Bergamt, liegen Spuren des Bergbaus wie Pingen und Mundlöcher an den Wanderwegen. Das Gebiet ist Teil des Verbundes Naturpark Frankenwald/Geopark Schieferland.